# 藤原東子 (藤原南家)
藤原 東子（ふじわら の とうし（ひがしこ／あずまこ）、生年不詳 - 816年（弘仁7年）4月28日?）は、奈良時代の貴族、女官。藤原仲麻呂の娘。

## 略歴
天平宝字5年（761年）1月2日、妹の額とともに叙位され、無位から従五位上となる。
天平宝字8年（764年）9月の藤原仲麻呂の乱において、父・仲麻呂は刑死し、兄弟も戦死・死罪または流罪とされた。仲麻呂の娘たちには処罰の記録はなく、この後も宮廷に出仕していたかどうかは不明である。
『日本紀略』には、弘仁7年（816年）4月28日、藤原朝臣東子が散事従四位下で卒したことが記されるが、同時代に同名の女性（藤原種継の娘）がいるため同一人かどうかは不詳。

## 水鏡における伝承
『水鏡』によると、仲麻呂の娘の一人は美女として有名であったが、鑑真に「このお方は千人の男と姦淫に及ぶことになるだろう」と予言された。藤原仲麻呂の乱において父が敗死したとき、敵方の軍勢の男すべてがこの仲麻呂の娘を凌辱し、その人数は千人に及んで鑑真の予言は的中したという。
200年以上後世に書かれた『水鏡』のみに記載されているため、事実かどうかは疑問視されている。